# Школа Куско

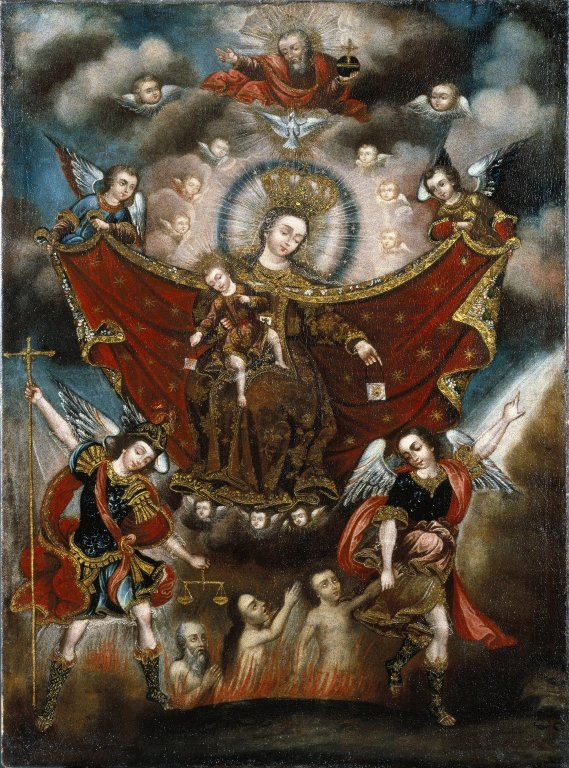
Дева Кармеля, спасающая души в Чистилище Диего Киспе Тито, XVII век, Бруклинский музей

Школа Ку́ско (исп. Escuela Cuzqueña) — католическая художественная традиция, сложившаяся в Куско, Перу (бывшей столице Империи Инков), во время колониального периода, в XVI—XVIII веках. Она не ограничивалась только регионом Куско, но распространилась и по другим городам в Андах, расположенных на территории современных Боливии и Эквадора.

## История
Школа возникла после 1534 года, после испанского завоевания Империи Инков, и она считается первым художественным центром в обеих Америках, распространявшим и обучавшим европейским техникам живописи.
Картины этой школы представляли собой религиозную живопись, чья главная цель была дидактической. Испанские колонизаторы, стремившиеся обратить местных жителей в католичество, отправили группу католических художников в Куско. Те организовали школу для индейцев кечуа и метисов, обучая их рисунку и масляной живописи.
Главным покровителем школы Куско был епископ Мануэль де Мольинедо и Ангуло, коллекционировавший европейское искусство и сделавший его доступным для перуанских художников. Он поддерживал, в том числе и финансами, таких художников, как Басилио Санта Крус Пумакальяо, Антонио Синчи Рока Инка и Маркос Ривера.
В 1688 году члены гильдии художников Куско испанского происхождения и метисы решили чётко отделиться от художников индейского происхождения. Этот раскол породил большое количество мастеров из индейцев кечуа, развивавших свой собственный стиль, основанный на последних европейских тенденциях в искусстве. Также они создали традицию изображения правителей инков, тем самым отходя от христианской темы и выражая гордость за свою древнюю культуру.

## Стиль
Принято считать, что стиль школы Куско сформировался в творчестве художника с корнями народа кечуа Диего Киспе Тито.
Он характеризуется исключительно религиозной тематикой, отсутствием перспективы, преобладанием красного, жёлтого и земляного цветов. Кроме того, было распространено широкое использование сусального золота, особенно в изображениях Девы Марии. Несмотря на то, что школа Куско была знакома с работами византийского, фламандского искусств и итальянского искусства эпохи Возрождения, их работы отличались большей свободой в использовании ярких цветов и более драматичных композиций. Также они часто изображали в качестве фона своих работ элементы местной флоры и фауны.
Изображение ангелов с оружием, преимущественно с аркебузами, стало одним из популярнейших мотивов в школе Куско.
Большинство картин создавались анонимно из-за ещё доколумбовой традиции, которая определяла искусство как общественное достояние. Исключение из этого правила составлял поздний представитель школы Куско Маркос Сапата (ок. 1710—1773). Другими известными художниками школы были Диего Кусихуаман, Грегорио Гамарра, Басилио Санта Крус Пумакальяо и Антонио Синчи Рока Инка.

## Коллекции
Наибольшее количество творений школы Куско находится в Кафедральном соборе Куско. Музей искусств в Лиме и Музей инков в Куско также обладают важными коллекциями этого направления. Музей доколумбового искусства также демонстрирует картины этой школы.
Большое количество работ художников школы Куско было уничтожено в XVIII веке, до нас дошло лишь ограниченное их количество. В последнее время наблюдается повышение интереса к ним со стороны латиноамериканских коллекционеров и некоторых музеев.

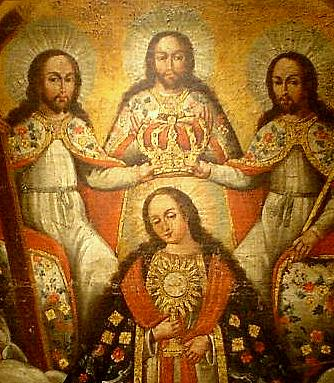
Редкое троекратное изображение фигуры Иисуса Христа, символизирующее Святую Троицу, XVI век, частная коллекция — Бразилия
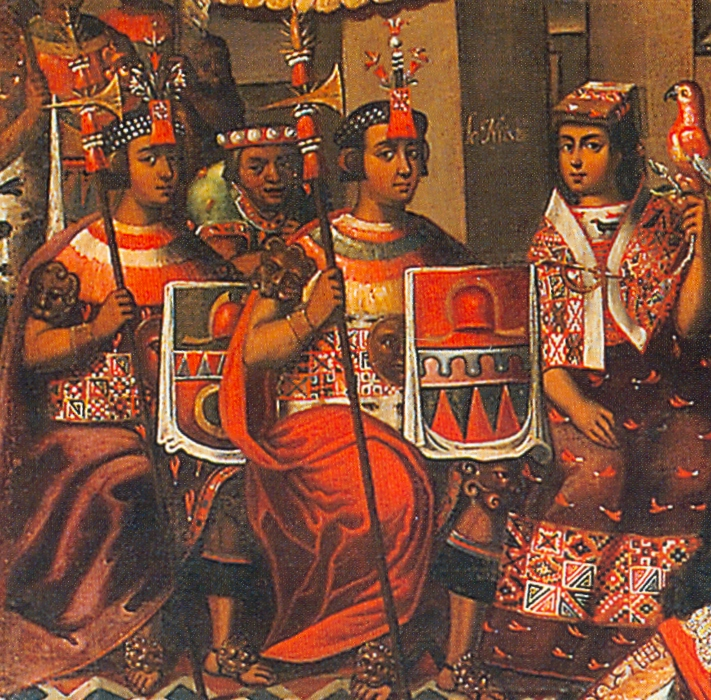
Свадьба капитана Мартина де Лойолы и Беатрис Ньюсты, деталь, ок. 1675-1690, Церковь Ла-Компаниа де Хесус, Куско
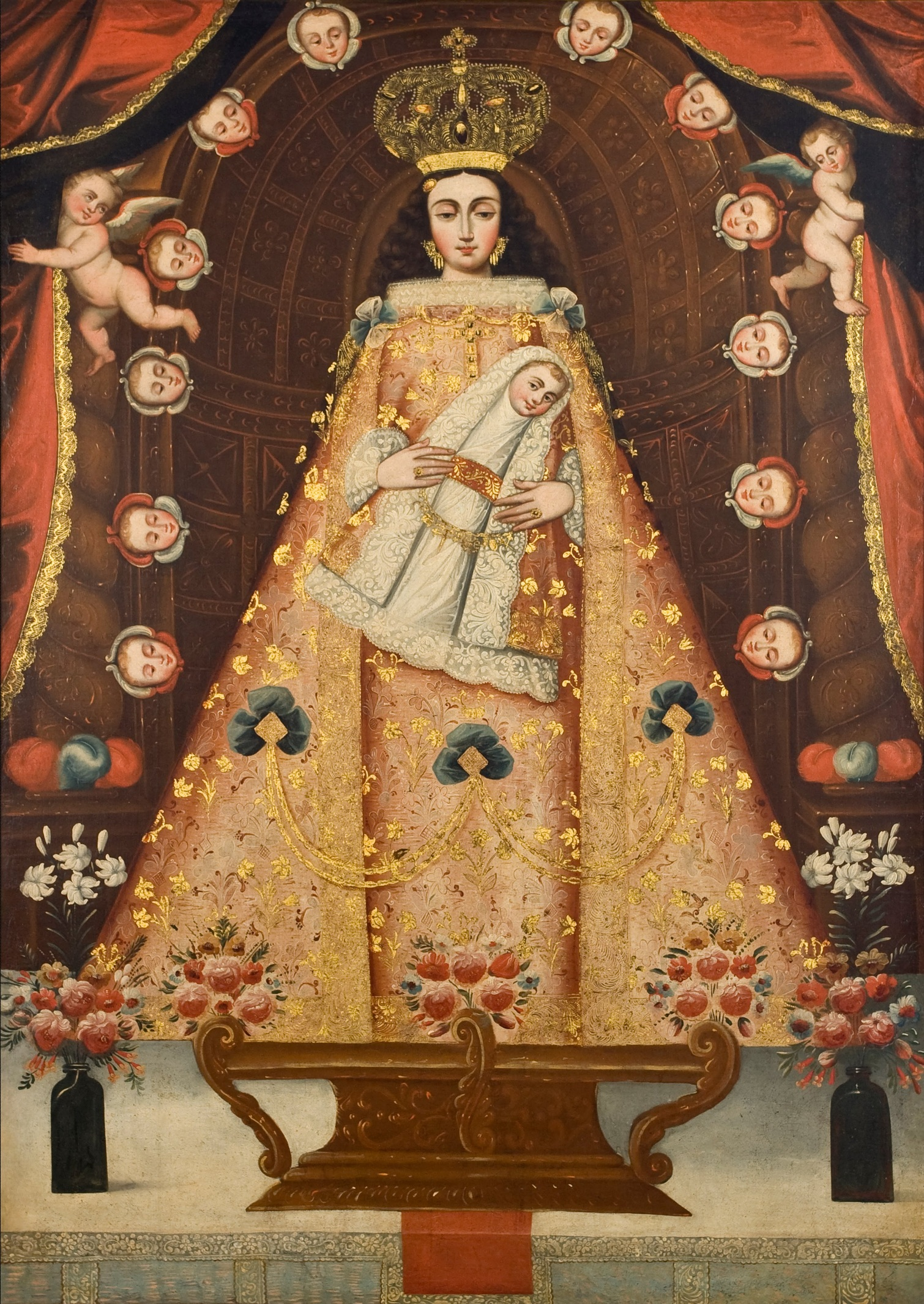
Святая Дева Бетелема, неизвестный художник, XVIII век
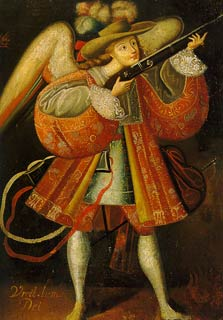
Архангел Уриил, неизвестный художник, XVIII век
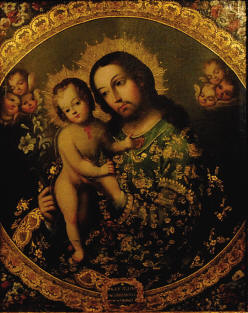
Святой Иосиф с Младенцем Иисусом, неизвестный художник, масло, холст, 40.5" x 32.2", XVIII век
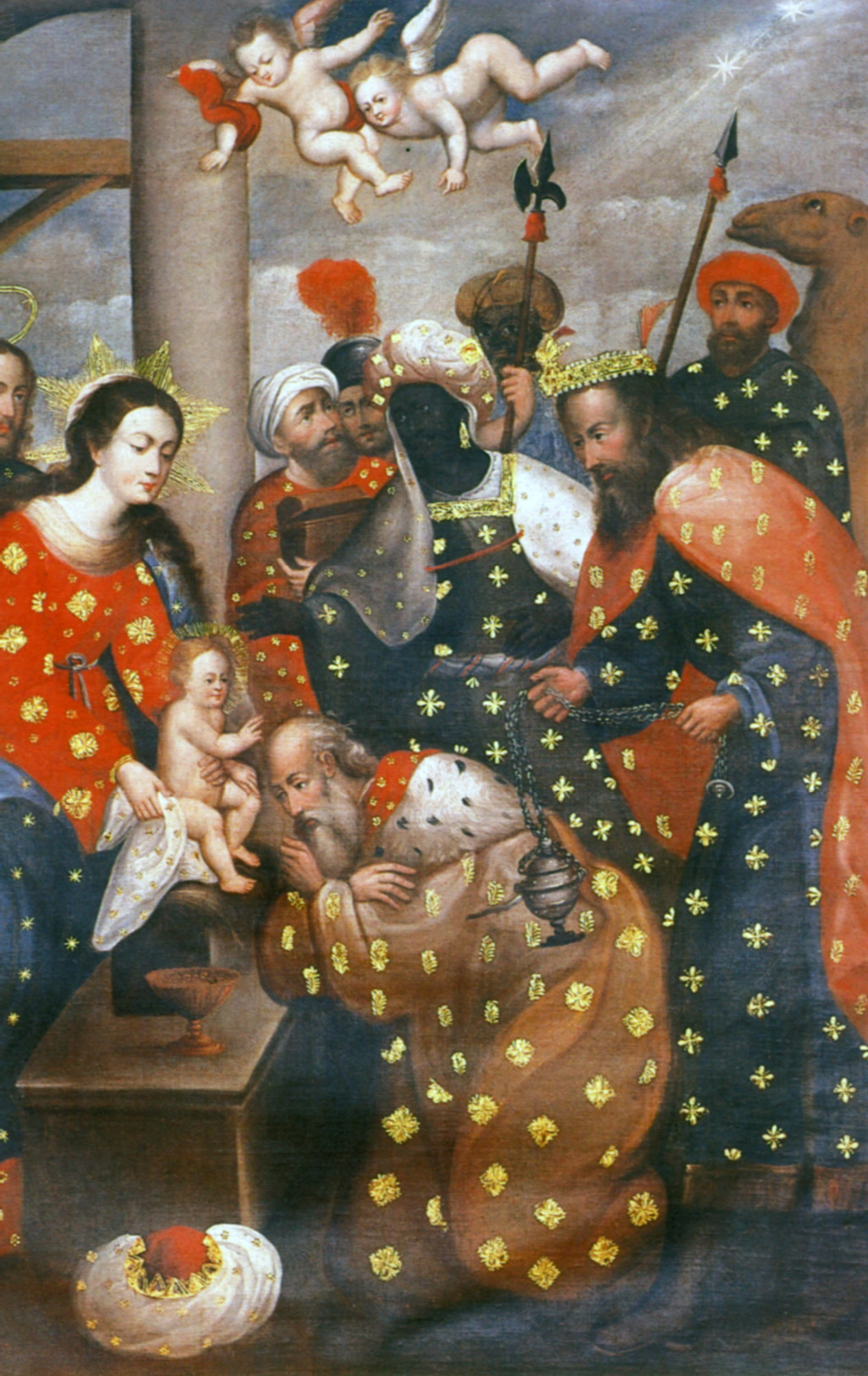
Поклонение волхвов, неизвестный художник, ок. 1740-1760
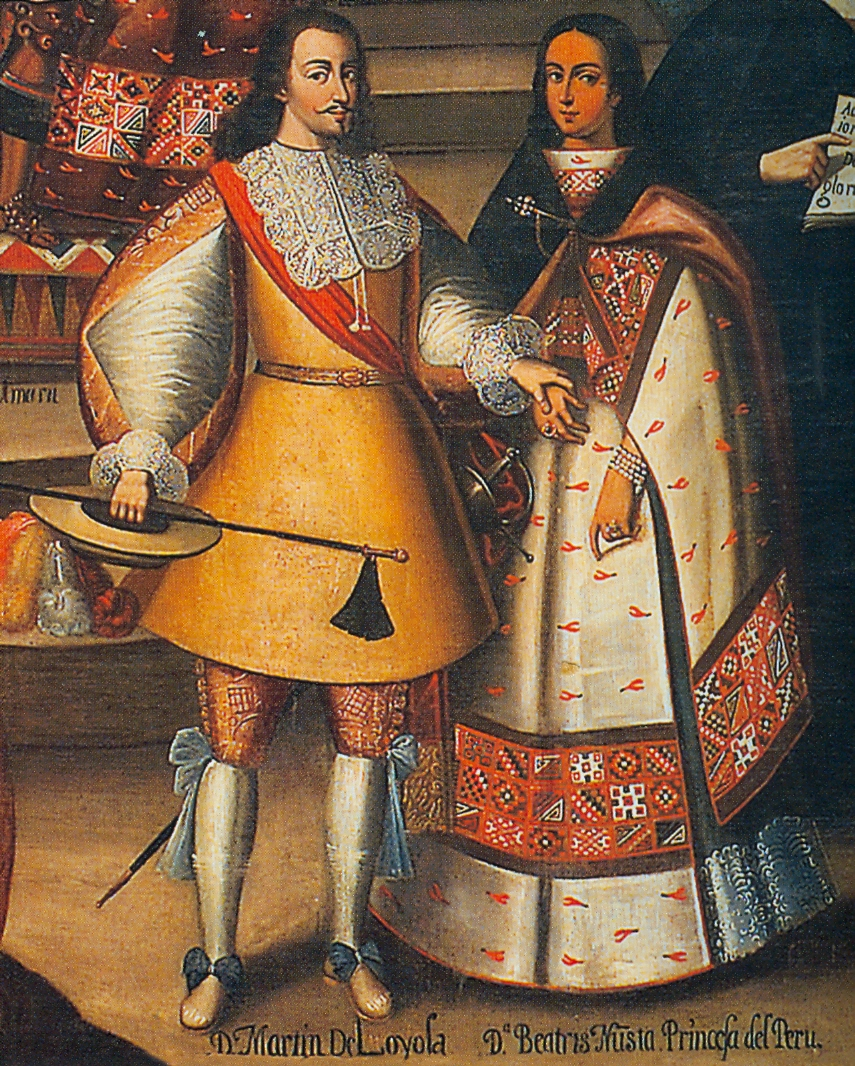
Мартин Гарсиа де Лойола и Беатрис Клара Койя, Церковь Ла-Компаниа, Куско, XVII век
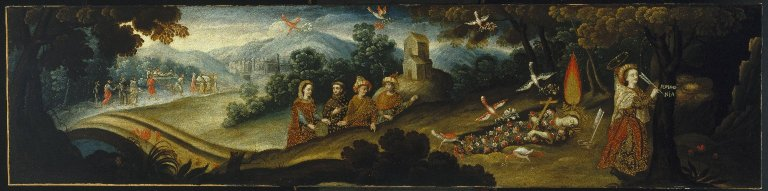
Легенда о Святой Софронии, Диего Киспе Тито, 2-я половина XVII века (Бруклинский музей)
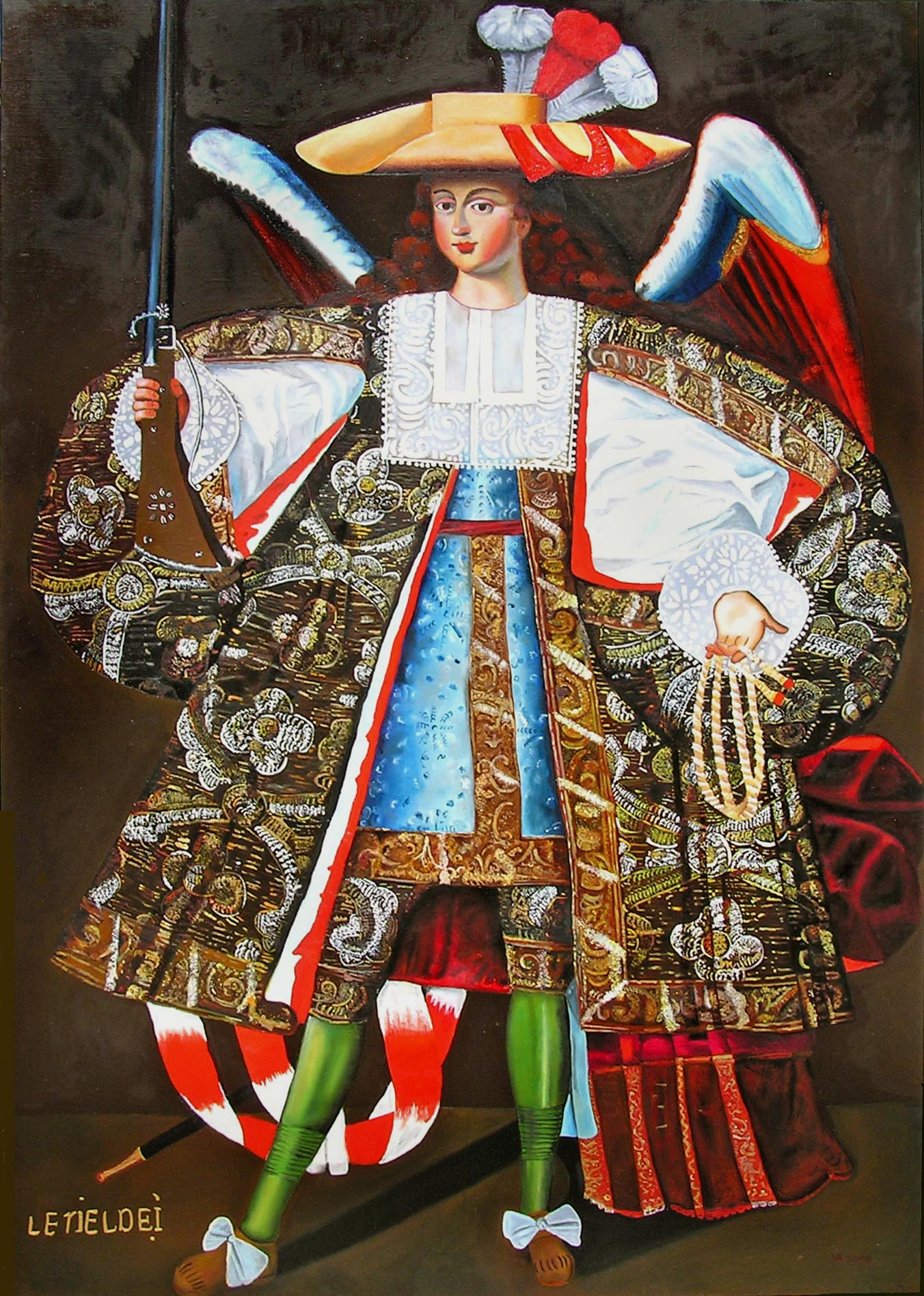
Мастер Каламарка. Ангел Летиэль

## Художники школы Куско
- Мастер Каламарка, XVIII век, Боливия
- Басилио Санта Крус Пумакальяо, 1635—1710, Перу
- Диего Киспе Тито, 1611—1681, Перу
- Маркос Сапата, ок. 1710—1773, Перу